# Cucumaricola notabilis
Cucumaricola notabilis – gatunek widłonoga z rodziny Cucumaricolidae. Nazwa naukowa tego gatunku skorupiaków została opublikowana w 1958 roku przez południowoafrykańską zoolog Nellie F. Paterson.